# George Pullman
George Mortimer Pullman (ur. 3 marca 1831 w Brocton, zm. 19 października 1897 w Chicago) − amerykański przemysłowiec i konstruktor sypialnych wagonów kolejowych nazywanych później jego nazwiskiem.

## Życiorys
George Mortimer Pullman urodził się 3 marca 1831 roku w Brocton w stanie Nowy Jork, był trzecim z dziesięciorga dzieci Jamesa i Emily Pullmanów. W 1845 roku rodzina przeniosła się do Albion, gdzie jego ojciec, stolarz, znalazł pracę przy kanale Erie. Za pomocą opracowanego przez siebie i opatentowanego w 1841 roku podnośnika śrubowego usuwał on przeszkody z kanału. Po śmierci ojca w 1853 roku George Pullman przejął po ojcu firmę i prowadził prace przy kanale.
W 1857 roku Pullman otworzył w Chicago firmę o takim samym profilu, jak odziedziczona po ojcu firma w stanie Nowy Jork. Potrzeby rynku w Chicago były w tej mierze duże, jednak Pullman szybko zdał sobie sprawę, że jest to działalność krótkoterminowa i w związku z tym zdecydował się na zmianę branży i rozpoczęcie produkcji i wynajmu wagonów kolejowych. Chociaż ówczesna kolej przynosiła zyski głównie za sprawą przewozów towarowych, Pullman zainteresował się przewozami pasażerskimi. Ponieważ wagony były wówczas niewygodne, w szczególności dopiero pojawiające się na rynku wagony sypialne, Pullman wspólnie z przyjacielem i byłym nowojorskim senatorem stanowym Benjaminem Fieldem podjął próbę opracowania nowego typu wagonu sypialnego, który byłby komfortowy i luksusowy. W ramach pierwszych prac przekonał zarząd Chicago, Alton and St. Louis Railroad do przebudowy dwóch wagonów sypialnych używanych przez tego przewoźnika. Zaprezentowane w sierpniu 1859 roku wagony z miejsca odniosły duży sukces.
Pullman postanowił także wykorzystać gorączkę złota w Kolorado i w 1859 roku przeniósł się do tego stanu, otwierając tam działalność w zakresie wszechstronnego zaopatrywania górników-poszukiwaczy. Otwarty przez niego wraz z grupą wspólników Cold Spring Ranch w Central City umożliwiał przybywającym poszukiwaczom nabycie posiłków, potrzebnego im wyposażenia oraz zapewniał noclegi i wymianę zwierząt na wypoczęte.
W początku lat 60. XIX wieku Pullman powrócił do Chicago i zajął się projektowaniem jeszcze bardziej luksusowych wagonów sypialnych. Pierwszy wagon o nazwie „Pioneer” został opracowany wspólnie z Fieldem do 1865 roku. Popularność jego wagonów wzrosła znacząco po tym, jak Pullman zdołał włączyć kilka z nich do pociągu, który przewiózł ciało prezydenta Abrahama Lincolna do Springfield tego samego roku. Po śmierci Pullmana syn Lincolna, Robert Todd Lincoln, został prezesem Pullman Company i pełnił tę funkcję do 1911 roku.
W 1867 roku Pullman zakończył współpracę z Fieldem i został prezesem nowej firmy, Pullman Palace Car Company, którą rozwijał przez kolejne dwie dekady. W 1879 roku Pullman rozpoczął planowanie budowy osiedla robotniczego, które zyskało nazwę Pullman. Budowa rozpoczęła się rok później na zakupionych na ten cel 1620 hektarach w pobliżu jego fabryki, 23 km na południe od Chicago. Otwarte 1 stycznia 1881 roku miasto miało być nie tylko miejscem zamieszkania, ale i sposobem na rozwiązanie problemu przemęczenia i ubóstwa robotników. W kompleksie powstało 1300 budynków, w tym domy dla robotników, sklepy, kościoły, teatry, parki, biblioteka i hotel. Osiedle miało być jedną z głównych atrakcji wystawy światowej, która w 1893 roku miała odbyć się w Chicago. Miasto zostało zorganizowane na hierarchicznej zasadzie, a Pullman zapewnił sobie prawo do permanentnej kontroli życia społecznego, a nawet prywatnego, mieszkańców, zabraniając m.in. wolnej prasy, decydując o tym, jakiego wyznania kościoły mogą powstawać w mieście i kontrolując czystość mieszkań robotniczych. Również czynsze w mieście były wyższe niż w innych lokalizacjach, co tłumaczono lepszymi warunkami bytowymi.
Biznes Pullmana podupadł po nastaniu w 1893 roku kryzysu gospodarczego. Zredukował wówczas etaty, obciął pensje i podniósł wymiar godzinowy pracy, jednak równocześnie nie obniżył dywidend wypłacanych udziałowcom ani czynszów w swoim osiedlu. Wielu zdesperowanych pogarszającymi się warunkami życia robotników dołączyło wówczas do związku American Railway Union, a Pullman w odpowiedzi zwolnił wszystkich działaczy związkowych. 11 maja 1894 roku w zakładach Pullmana wybuchł strajk. Gdy Pullman odmówił rokowań z załogą, przywódca centrali związkowej ARU wezwał do krajowego bojkotu produktów Pullmana. Solidarnościowe strajki wybuchły wkrótce na obszarze od Ohio do Kalifornii, szczególnie brutalny przebieg przybierając w Chicago. Pullmanowi pomocy w postaci przysłania gwardii stanowej odmówił sympatyzujący ze strajkującymi gubernator Illinois John P. Altgeld. 4 lipca prezydent Grover Cleveland za radą urzędników federalnych skierował do 2500 żołnierzy do Chicago. Strajk zakończył się po tygodniu, a wojsko wycofało się 20 lipca.
Zmarł 19 października 1897 roku w Chicago na zawał serca. Z powodu ciągłego konfliktu z robotnikami i obaw o profanację zwłok, został pochowany na Graceland Cemetery w Chicago nocą w zalutowanej trumnie, którą przykryto papą i asfaltem i złożono w stalowo-betonowej krypcie, przykrytej kilkutonową pokrywą z betonu i podkładów kolejowych.
W 1930 roku Pullman Company połączyło się ze Standard Steel Car Company i przyjęło nazwę Pullman-Standard Company. Ostatni wagon firma wyprodukowała dla Amtrak w 1982 roku, a wkrótce potem zaprzestała działalności. Ostatni majątek wyprzedano w 1987 roku.

## Życie prywatne
Żonaty z Hattie S. Pullman (1842-1921), para miała troje dzieci. Jego zięciem był polityk Frank Orren Lowden. Członek loży masońskiej Renovation Lodge #97 z Albion.